# Arvid Runestam
Arvid Runestam, född 16 januari 1887 i Grava församling, Värmlands län, död 11 oktober 1962 i Uppsala domkyrkoförsamling, Uppsala län, var en svensk teolog och kyrkoman. Han var professor vid Uppsala universitet och biskop i Karlstads stift 1938–1957. 

## Biografi
Runestam var innan han blev biskop professor i teologisk etik vid Uppsala universitet. Som forskare var han en av de ledande inom den svenska lutherrenässansen. I sina studier av Luthers teologi uppmärksammade han framför allt den spänning som föreligger mellan Luthers tes om den kristna människans frihet och den kritik som Luther riktade mot Erasmus uppfattning om viljans frihet. Redan 1917 publicerade Runestam sin avhandling Den kristliga friheten hos Luther och Melanchton. I sin mer konstruktiva framställning av en kristen etik kom Runestam att utveckla den kristna kärlekstanken på ett något annorlunda sätt än Anders Nygren. För honom hade etiken en normativ funktion och var motiverad utifrån en grundläggande samsyn mellan det kristna, olika livsåskådningar och "det naturliga människolivets eget väsen".  Motsättningen skulle bli grundläggande mellan de teologiska skolbildningarna i Uppsala och Lund. Sedan Alva och Gunnar Myrdal 1934 publicerat sin uppmärksammade bok Kris i befolkningsfrågan utgav Runestam 1935 som ett motinlägg sin bok Äktenskapts etik, som kommit i flera upplagor, med tiden med titeln Äktenskapets och kärlekslivets etik. Till hans senare böcker hör bland annat Människa och kristen (1949).  
Arvid Runestam var gift med Lucie Söderblom (1902–2002), dotter till  Nathan Söderblom. De är begravda på Uppsala gamla kyrkogård. En dotterson är professorn och akademiledamoten Tomas Riad.